# Macroteleia striativentris
Macroteleia striativentris är en stekelart som beskrevs av Crawford 1910. Macroteleia striativentris ingår i släktet Macroteleia och familjen Scelionidae. Inga underarter finns listade i Catalogue of Life.